# Laurent-Joseph Murith
Laurent-Joseph Murith, né le 10 juin 1742 à Sembrancher et mort le 9 octobre 1816 à Martigny, est suisse, chanoine de la congrégation du Grand-Saint-Bernard , et savant.
Auteur de nombreuses découvertes archéologiques au Mont-Joux, Laurent-Joseph Murith travaille également dans les sciences naturelles, notamment la minéralogie et la botanique.

## Biographie

### Famille et formation
Laurent-Joseph Murith nait du mariage de Joseph Murith, tanneur, et d'Anne-Marie Castella. Il fait ses études au collège de Barnabites, à Aoste, puis chez les pères jésuites à Sion.
Entré au noviciat de l’hospice du Grand-Saint-Bernard le 17 septembre 1760, il participe aux fouilles archéologiques entreprises par les chanoines depuis au moins 1759 sur le Plan-de-Jupiter, dans la partie occidentale du col du Grand-Saint-Bernard, anciennement appelé Mont-Joux. Il prononce ses vœux solennels le 22 septembre 1761 et commence les études de théologie et de philosophie dans le cadre du séminaire.
Le chapitre de la congrégation lui confie en 1762 une charge de quêteur, afin de contribuer à doter l’hospice des ressources nécessaires au maintien de l’hospitalité . Cette mission est d’autant plus vitale que dix ans plus tôt, en 1752, la bulle In Supereminenti du pape Benoît XIV a dessaisi la congrégation de ses propriétés au sud des Alpes. Les chanoines ont certes recouvré le droit d’élire leur prévôt, mais ils ont perdu la plus grande partie de leurs ressources financières. Laurent-Joseph Murith s’absente ponctuellement de l’hospice pour aller quêter en Haut-Valais et dans les cités alémaniques de Bâle et de Soleure, voire en Alsace,,.
Laurent-Joseph Murith participe chaque été aux fouilles archéologiques sur le Plan-de-Jupiter. En juillet 1763, il exhume deux plaques votives en bronze, témoins du culte à Jupiter-Pennin que les Romains présents sur le col au début de l’ère chrétienne vouaient à leur principale divinité. En 1764, les chanoines présentent au public leurs découvertes archéologiques faites sur le Plan-de-Jupiter ; c'est l’origine du musée de l’hospice du Grand-Saint-Bernard .

### Ordination et recherches scientifiques
Laurent-Joseph Murith est ordonné prêtre le 20 septembre 1766 et ne cessera, tout au long de son existence, d’affirmer la priorité de sa vocation religieuse sur ses travaux scientifiques.
En 1767, il est possible qu'il rencontre le savant genevois Horace-Bénédict de Saussure lorsque celui-ci effectue le 1er août des mesures de température près de l’hospice.
Laurent-Joseph Murith est nommé secrétaire du chapitre et maître des novices en 1769, clavandier en 1770 ,  puis prieur claustral de l’hospice du Grand-Saint-Bernard en 1775.
La première lettre connue de sa correspondance avec Horace-Bénédict de Saussure est datée du 12 mars 1776. Le chanoine remercie le savant du baromètre que celui-ci lui destine, puis annonce qu’il lui enverra un échantillon rapporté d’une mine d’or du Valais ; il finit en disant tout l’espoir qu’il a de voir son cabinet d’histoire naturelle, à Genève.
Nommé curé à Liddes en 1778, Laurent-Joseph Murith continue d'explorer la nature du val d’Entremont et du val Ferret et travaille au catalogue de ses monnaies romaines et gauloises trouvées au Grand-Saint-Bernard et sa région, plus de 500 pièces. Le 31 août 1779, il réalise la première ascension du mont Vélan (3 727 m) dans les Alpes pennines, à la frontière entre le Valais et le Val d’Aoste. Il fait part à Horace-Bénédict de Saussure du succès de son ascension dès le 5 septembre et dit regretter de ne l’avoir pas eu à ses côtés : « Vous auriez été à même de comparer dans un cercle immense toutes les montagnes et leurs différentes hauteurs… » Il lui demande également conseil pour finaliser ses calculs d’altitude.
En 1781, Laurent-Joseph Murith guide Horace-Bénédict de Saussure au glacier d'Otemma, où le savant observe pour la première fois la structure veinée de la glace, phénomène encore inconnu à l’époque. En 1785, Saussure sollicite son avis quant à l’origine des blocs de granite visibles dans le val d’Entremont.
Laurent-Joseph Murith s’intéresse aussi à la conchyliologie — l’étude des coquillages — à l’ornithologie, à l’entomologie. Il est le premier en 1787 à explorer le val Ferret sous l’angle géologique, en compagnie de l’ingénieur François-Samuel Wild, directeur des salines de Bex.
Nommé prieur à Martigny en 1791, il poursuit ses études en géologie et dans le domaine des antiquités, en même temps qu'il s’initie à la reconnaissance et à la nomenclature des plantes. En 1793, il entreprend de recenser la flore valaisanne. Il sollicite la collaboration du forestier Abraham Thomas (1740-1824), qui a déjà contribué à la flore helvétique d’Albrecht von Haller. Il est possible que la Laurent-Joseph Murith ait fait la connaissance d’Abraham Thomas dès 1763, quand celui-ci herborisait avec son père, Pierre, dans les environs du col du Grand-Saint-Bernard,. Durant les années 1800, il achève de rédiger son Catalogue géologique, dans lequel il décrit, en cinq parties, la nature des roches de différentes régions du Valais. Il complète son herbier de plantes alpines et travaille à son Catalogue des plantes du Valais.
En mai 1800 alors que l’armée napoléonienne franchit le col du Grand-Saint-Bernard pour aller combattre les Autrichiens à Marengo, Laurent-Joseph Murith — prieur — et le chanoine Henri Terrettaz accompagnent le premier consul depuis Martigny jusqu’à l’hospice.
Il adresse en 1805 à l’Académie celtique, future Société des antiquaires de France, à Paris, son mémoire sur les inscriptions votives et les monnaies romaines du Grand-Saint-Bernard, puis publie en 1810 Le guide du botaniste qui voyage dans le Valais, premier livre consacré à la flore valaisanne.
En octobre 1815, le naturaliste genevois Henri-Albert Gosse (1753-1816) le sollicite pour prendre part à la fondation de l'Académie suisse des sciences naturelles. Affaibli, Laurent-Joseph Murith ne peut assister à cette assemblée historique, mais il accepte d’être compté parmi les membres fondateurs.

## Ouvrages
Laurent-Joseph Murith a rédigé :
- le Catalogue géologique dans lequel il décrit, en cinq parties, la nature des roches de différentes régions du Valais[11] ;
- le Catalogue des plantes du Valais ;
- un mémoire sur les inscriptions votives et les monnaies romaines du Grand-Saint-Bernard

et a publié en 1810 Le guide du botaniste qui voyage dans le Valais, édité quatre fois :
- 1re édition : Henri Vincent, Lausanne, 1810. Format in-4 avec catalogue de 1930 espèces de plantes, avec le lieu où elles ont été observées et le temps de leur floraison.
- 2e édition : Henri Vincent, Lausanne, 1810. Format de poche, sans le catalogue.
- 3e édition : Calpini-Albertazzi, Sion, 1839. Format de poche, sans le catalogue.
- 4e édition : éditions du Grand-Saint-Bernard, 2016, édition commentée avec les contributions de Stefan Ansermet, Jean-Claude Praz, Charly et Sabine Rey Carron, Pierre Rouyer, chanoine Jean-Pierre Voutaz, avec illustrations et table de nomenclature,  (ISBN 978-2-97009-408-1).

## Hommages
En 1861, la « société murithienne du Valais » voit le jour, renommée un peu plus tard « Société murithienne de botanique » puis « La Murithienne, société valaisanne des sciences naturelles » en 1884. Le 3 juin 1967, Mgr Angelin Lovey prononce une allocution lors de l'inauguration d'une pierre commémorative scellée sur le clocher de l’église de Martigny. En 2016, l'exposition Murith et les Alpes au musée de l’hospice du Grand-Saint-Bernard, commémore Laurent-Joseph Murith à l'occasion du bicentenaire de sa mort.

## Pour aller plus loin